# Karpi
Karpi ali Karpijani so bili staroveško ljudstvo, ki je bilo najkasneje od leta 410 in najmanj do leta 318  naseljeno v vzhodnih delih  sedanje Romunije (Moldavija)
Etnična pripadnost Karpov ostaja sporna, saj v ohranjenih primarnih pisnih virih ni ustreznih podatkov. Večina sodobnih znanstvenikov domneva, da so bili Dačani.  Drugi jih povezujejo z različnimi etničnimi skupinami, vključno s Sarmati, Tračani, Slovani, Germani in Kelti.
Prvi jih omenja Ptolemaj (okoli 100 – okoli 170 n. št.), ki pravi, da so bili njihovi odnosi z Rimom mirni, okoli leta 238 pa so spadali med najbolj zagrizene sovražnike Rima. V obdobju od leta 250 do 270  so bili Karpi pomemben sestavni del ohlapne koalicije podonavskih barbarskih plemen, ki je vključevala tudi germanska in sarmatska plemena. Koalicija je bila odgovorna za vrsto velikih in uničujočih napadov na balkanske regije Rimskega cesarstva, ki so v "krizi tretjega stoletja" skoraj povzročili njegov razpad. 
V obdobju od  leta 270 do 318 so rimski "vojaški cesarji" odpravili grožnjo Karpov na mejah imperija. V letih 273, 297, 298-308 in 317 so jih večkrat težko porazili in po vsakem porazu masovno prisilno preseljevali v rimsko provinco Panonijo (sedanja zahodna Madžarska). Preseljevanje je bilo del cesarske politike ponovnega naseljevanja opustošenih podonavskih provinc s poraženimi barbarskimi plemeni. Ker Karpi v znanih dokumentih po letu 318 niso več omenjeni, je mogoče, da so do tega leta iz Karpatov preselili večino Karpov. Njihovi morebitni ostanki so se pomešali z drugimi ljudstvi, ki so že prebivala ali se kasneje priselila v Moldavijo, na primer Sarmati ali Goti.